# Martin Pfister

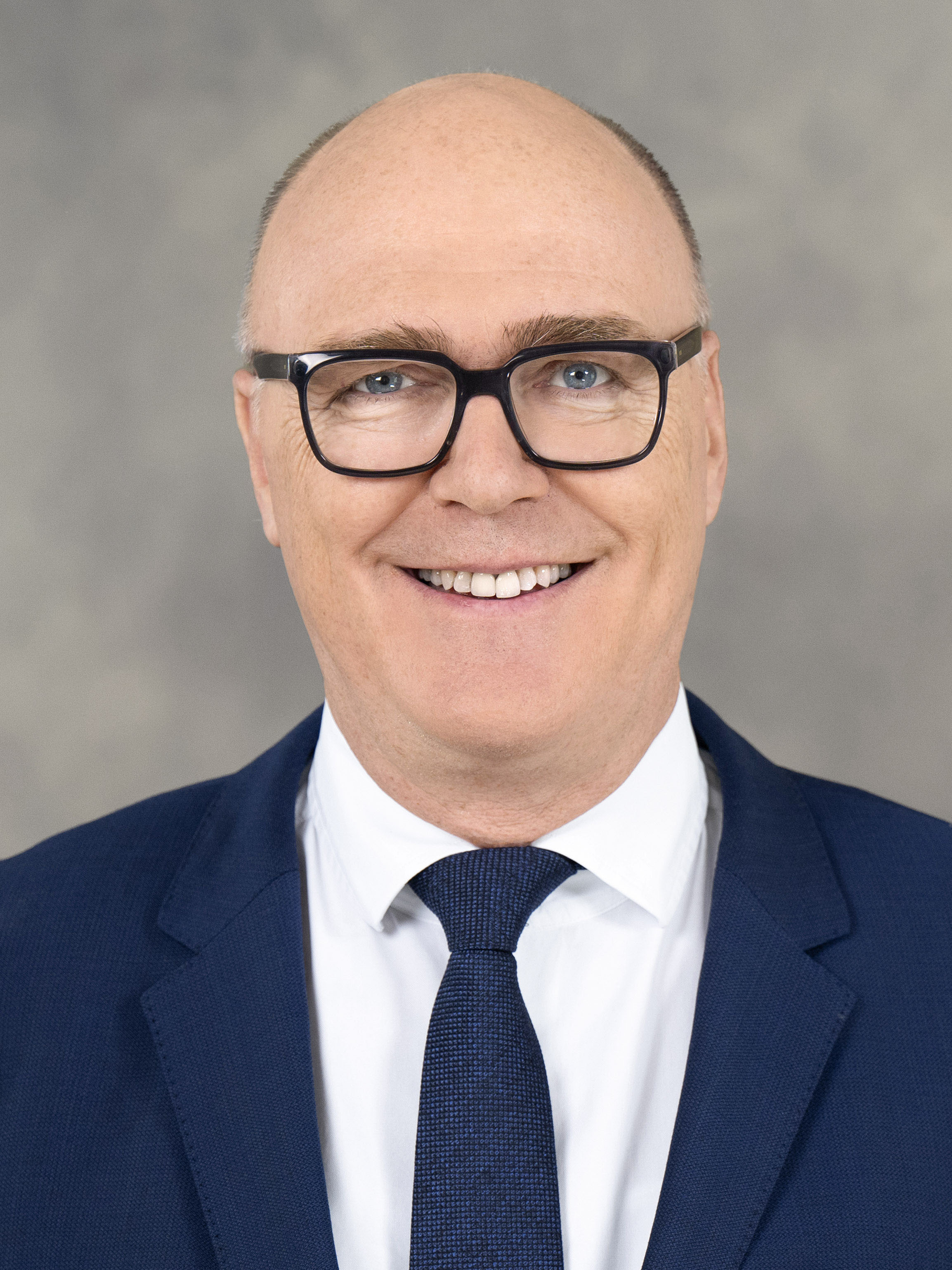
Martin Pfister (2025)

Martin Pfister (* 31. Juli 1963 in Zug; heimatberechtigt in Waldkirch SG) ist ein Schweizer Politiker (Die Mitte, vormals CVP). Er ist seit April 2025 Bundesrat und steht dem Eidgenössischen Departement für Verteidigung, Bevölkerungsschutz und Sport (VBS) vor.

## Leben
Martin Pfister wurde 1963 in Zug geboren. 1984 erlangte er am Lehrerseminar St. Michael das Diplom. Von 1988 bis 1996 absolvierte er an der Universität Freiburg i. Ue. das Studium der Geschichte und der Germanistik, das er mit dem Lizentiat abschloss. Seine Lizentiatsarbeit schrieb er über die Wahl von Bundesrat Philipp Etter.
Ab 1993 arbeitete er zunächst als Unterassistent, anschliessend bis 2000 als wissenschaftlicher Mitarbeiter bei Urs Altermatt am Institut für Zeitgeschichte der Universität Freiburg. Er hielt sich zudem 1996 für einen Studienaufenthalt an der Universität Stanford in den USA auf. Ab 2001 bis zu seiner Wahl in den Regierungsrat war Pfister als Geschäftsführer verschiedener Verbände und der eigenen Beratungsfirma für Verbandsmanagement tätig. Zwischen 2010 und 2016 war er Präsident der Höheren Fachschule für Naturheilverfahren und Homöopathie (HFNH).
Pfister ist verheiratet mit der gebürtigen Brasilianerin Cacilda Giacometti Pfister. Mit ihr hat er zwei Kinder, zwei weitere Kinder brachte seine Frau in die Ehe. Er lebt in Allenwinden (Gemeinde Baar ZG). In der Schweizer Armee bekleidete Pfister zuletzt den Rang eines Obersts und war Chef Katastrophenhilfe der Territorialregion 3 (Zentral- und Südostschweiz). Er ist Mitglied der AV Fryburgia im Schweizerischen Studentenverein.

## Politik

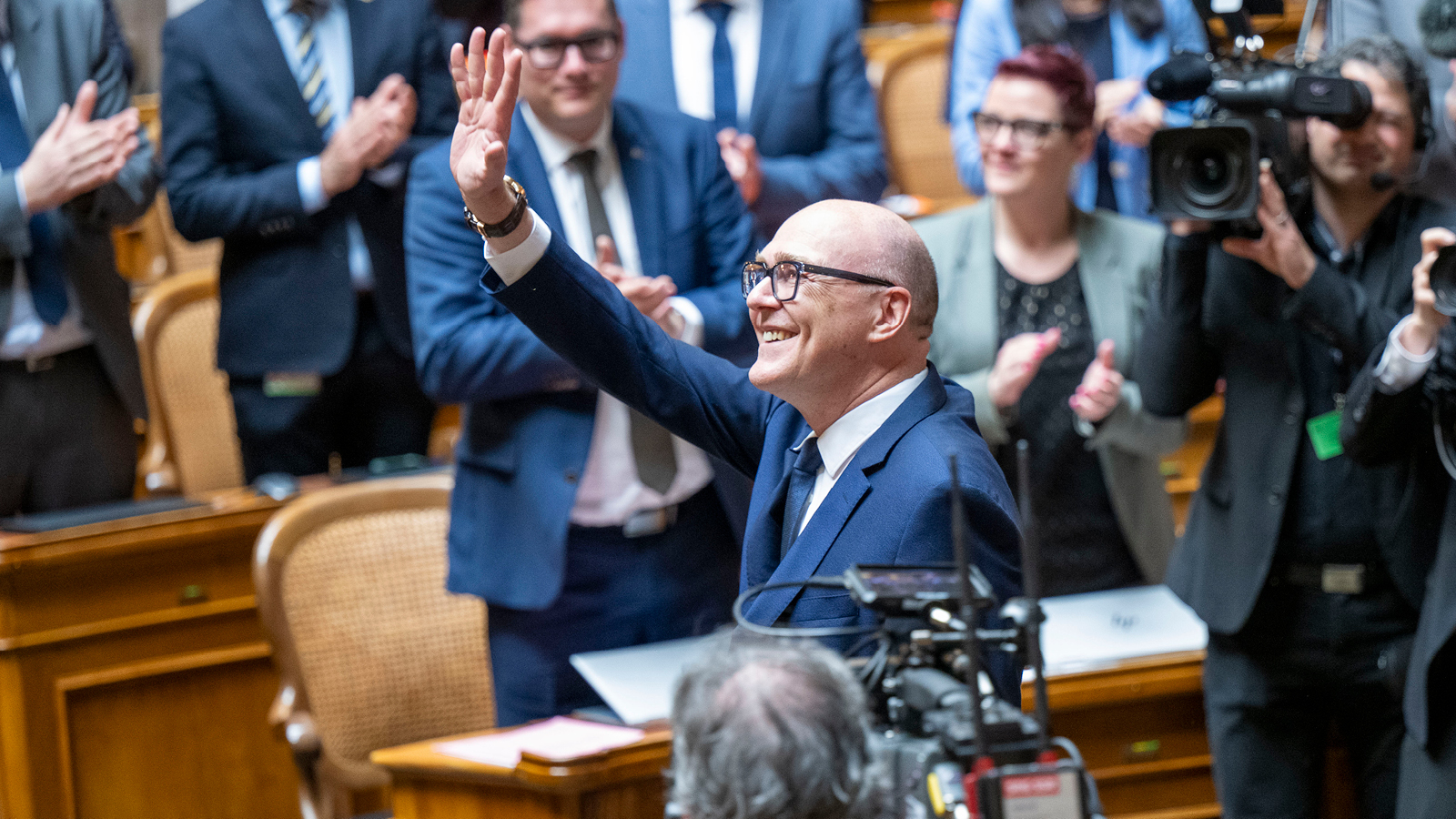
Martin Pfister nach seiner Wahl in den Bundesrat

Den Einstieg in die Politik schaffte Pfister als Mitglied der Vormundschafts- und der Sozialhilfekommission der Gemeinde Baar und von 2005 bis 2012 als Präsident der CVP Baar. 2006 wurde er in den Kantonsrat gewählt, wo er Mitglied der Raumplanungs-, der Gesundheits- und von 2011 bis 2016 Präsident der Bildungskommission war.
Von 2009 bis 2012 präsidierte er die CVP-Kantonsratsfraktion. Anschliessend war Pfister bis 2016 Präsident der CVP des Kantons Zug, als welcher er auch dem Vorstand der CVP Schweiz angehörte.
Bei den Regierungsratswahlen 2014 kandidierte er neben den Bisherigen Peter Hegglin und Beat Villiger als dritter CVP-Kandidat und erreichte das absolute Mehr, wurde aber als Überzähliger nicht gewählt. Nachdem Peter Hegglin 2015 in den Ständerat gewählt worden war, trat dieser von seinem Regierungsratsamt zurück. Martin Pfister wurde bei der Ersatzwahl im Januar 2016 im ersten Wahlgang zum Regierungsrat des Kantons Zug gewählt. Er stand ab Februar 2016 der Gesundheitsdirektion vor. Pfister ist Vorstandsmitglied der Schweizerischen Konferenz der kantonalen Gesundheitsdirektorinnen und ‑direktoren (GDK). Er war 2019/2020 Statthalter und 2021/2022 Landammann des Kantons Zug.
Pfister wurde bei der Bundesratswahl 2025 am 12. März als Nachfolger von Viola Amherd zum Bundesrat gewählt. Bei der Verteilung der Departemente zwei Tage später wurde ihm, wie erwartet, das VBS zugeteilt. Pfister trat das Amt am 1. April 2025 an. Zudem wurde er stellvertretender Vorsteher des Eidgenössischen Departements für Umwelt, Verkehr, Energie und Kommunikation (UVEK). Beobachter schätzten die Wahl des politisch wenig profilierten Kandidaten als «Sieg der global vernetzten Wirtschaftsschweiz über die nationalkonservative Bauernlobby» ein. Im Mai 2025 ernannte er Valériane Michel und Sibyl Eigenmann zu seinen persönlichen Mitarbeiterinnen.